# Château de Vollore
Le château de Vollore est un édifice situé à Vollore-Ville, en France.

## Localisation
Le château est situé sur la commune de Vollore-Ville, dans le département du Puy-de-Dôme, en région Auvergne-Rhône-Alpes. Il se trouve à l'extrémité occidentale du bourg ; il en est séparé par son parc en terrasses. Il offre un panorama remarquable sur les monts d'Auvergne, la Limagne et la Dore.

## Description
Le château de Vollore dont la partie la plus ancienne est un donjon construit au XIIe siècle ; il est aussi composé d'une tour gothique du XIIIe siècle et d'un corps central du XVIIe siècle. L'édifice doit son aspect actuel aux dernières restaurations effectuées au début du XXe siècle par l'architecte René Moreau, avec pour objectif de retrouver l'aspect du château à l'époque de la famille de Montmorin au XVIIe siècle. 
Il contient un important mobilier d'époque, ainsi que des collections de souvenirs de la famille de La Fayette et de la guerre d'indépendance des États-Unis.

## Historique
Le château est connu dans l'histoire de l'Auvergne depuis le VIe siècle, lorsque Thierry Ier, fils de Clovis Ier, vint assiéger la place en l'an 532. La forteresse qui subsiste aujourd'hui fut construite au XIIe siècle par l'ancienne famille de Vollore. Le dernier de cette très ancienne et puissante famille eut une fille unique, Blanche, qui hérita de la terre et du château de Vollore et s'allia en 1248 avec Étienne de Thiers.
Le château passa ensuite à la famille de Chazeron, et au XVIIe siècle, les Montmorin le transformèrent et lui donnèrent son aspect actuel[réf. nécessaire].